# Bodianus flavipinnis
Bodianus flavipinnis är en fiskart som beskrevs av Martin F. Gomon 2001. Bodianus flavipinnis ingår i släktet Bodianus och familjen läppfiskar. IUCN kategoriserar arten globalt som otillräckligt studerad. Inga underarter finns listade.

## Bildgalleri

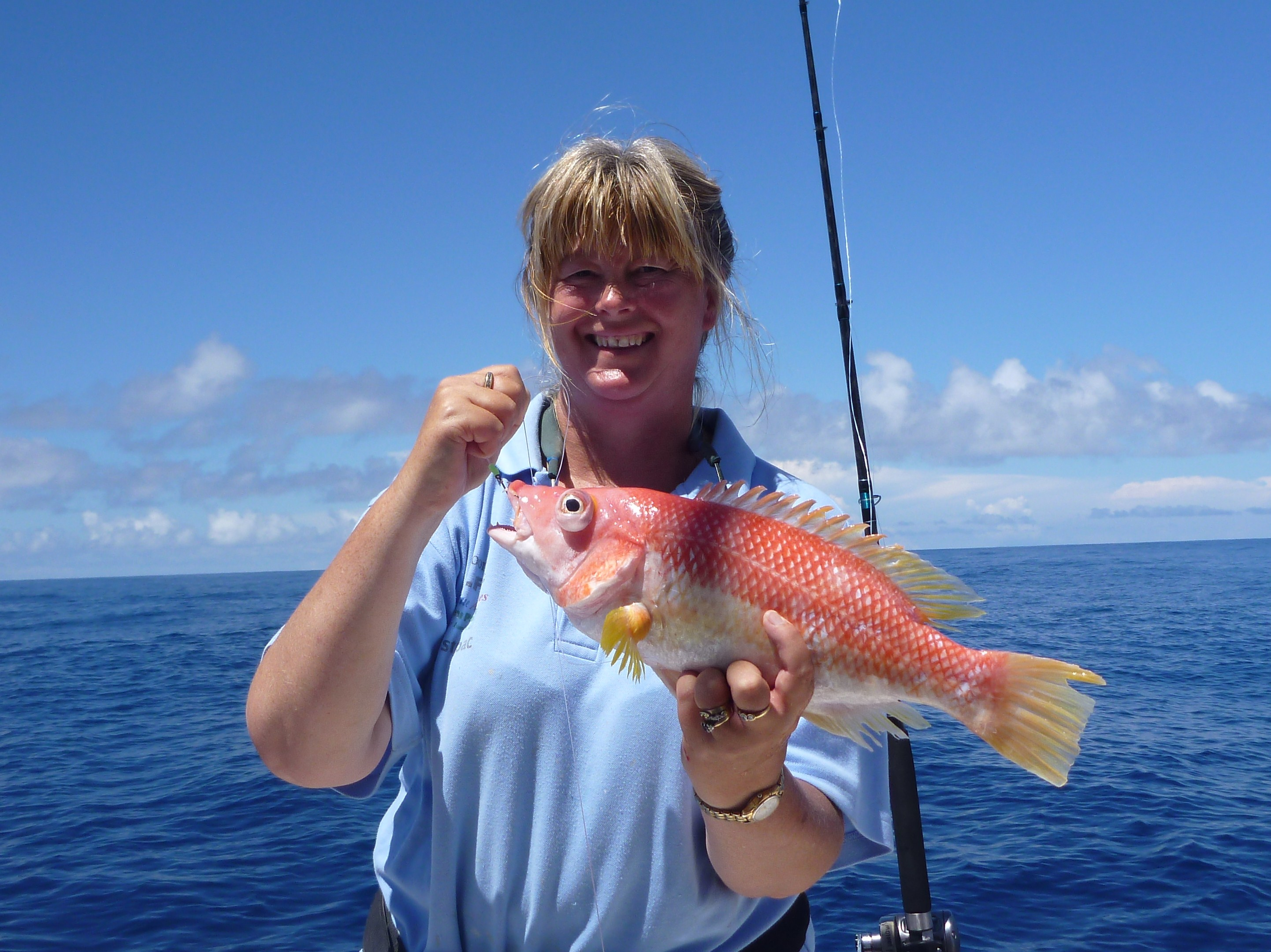